# 摩加迪沙的赛义德
摩加迪沙的賽义德 (羅馬化：Sa'iid min maqadīshū），十四世纪索馬里學者与旅行家。出生于1301年。

## 生平
他青年時離开摩加迪沙前往麥加与麥地那读書。28歲時，他作为学者的声誉为他赢得了麦加和麦地那埃米尔们的青睐。
他后来前往孟加拉与中国元朝訪问。摩洛哥旅行家伊本·白图泰在印度西部马拉巴尔海岸的一座清真寺遇到了他，據稱他們討論了元朝的相關政治話題。他去世於1361年或1365年。